# Veronika Fischer (Politikerin)

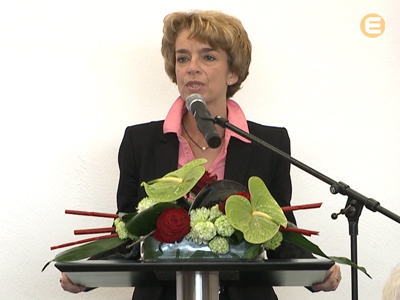
Veronika Fischer am 27. April 2012 bei der Eröffnung vom Erlebniszentrum Grubenfeld (damals Terra Vulcania) in Mayen.

Veronika Fischer (* 28. Juli 1964 in Straelen; † 6. Mai 2012 in Mayen) war eine deutsche Politikerin (CDU) und von 2008 bis zu ihrem Tod Oberbürgermeisterin der Stadt Mayen.

## Leben
Fischer erwarb 1984 ihr Abitur und studierte Jura in Gießen und Bonn. Von November 1993 bis April 1994 arbeitete sie als Rechtsanwältin in einer Lüneburger Anwaltskanzlei. Danach war sie von 1994 bis 1997 in der Kreisverwaltung von Ahrweiler als Abteilungsleiterin für Soziales und Vorsitzende des Kreisrechtsausschusses tätig, ab 1. März 1997 war sie Leitende Staatliche Beamtin und Dezernentin für Jugend und Soziales, nachdem ihr Vorgänger Alexander Saftig zum Bürgermeister der Verbandsgemeinde Mayen-Land ernannt worden war, und ab Juni 1999 als Dezernentin auch für den Bereich Gesundheit zuständig. Am 1. März 2001 wurde sie hauptamtliche Bürgermeisterin für Soziales in Mayen. Bei der Oberbürgermeisterwahl 2008 löste sie Günther Laux (SPD) ab. 
Fischer war verheiratet und hatte zwei Kinder. Sie lebte zuletzt allein, von ihrer Familie getrennt. Am Abend des 6. Mai 2012 wurde sie, nach einer regionalen Suchaktion, tot in ihrer Wohnung aufgefunden. Nach Polizeiangaben beging sie Suizid. Sie wurde am 15. Mai 2012 in ihrem Heimatort Straelen beigesetzt.